# Montdidier (Somme)
Montdidier település Franciaországban, Somme megyében. Lakosainak száma 5978 fő (2022. január 1.). Montdidier Fignières, Assainvillers, Ayencourt, Courtemanche, Ételfay, Faverolles, Mesnil-Saint-Georges és Rubescourt községekkel határos.

## Népesség
A település népességének változása:
| Lakosok száma | 6189 | 6201 | 6388 | 6255 | 6174 | 6113 | 6051 | 6009 | 5978 |
|               | 2013 | 2015 | 2016 | 2017 | 2018 | 2019 | 2020 | 2021 | 2022 |

## Híres emberek
- Itt született Jimmy Casper profi kerékpárversenyző